# Кэмпбелл, Алан
А́лан Кэ́мпбелл (англ. Alan Campbell, род. 9 мая 1983 года в Колрейне, Великобритания) — британский гребец, бронзовый призёр летних Олимпийских игр 2012 года, многократный призёр мировых первенств.

## Спортивная биография
Заниматься академической греблей Алан Кэмпбелл начал в самом раннем детстве. Сначала он обучался в родном Колрейне, но вскоре переехал в Лондон в школу Tideway Scullers. В 2003 году Алан принял участие в молодёжном чемпионате мира, но занял лишь 8-е место.
В 2004 году Кэмпбелл принял участие в летних Олимпийских играх в Афинах. В соревнованиях парных четвёрок Алан, в составе сборной Великобритании, не смог показать хорошего результата и британский экипаж занял лишь 12-е место. На взрослом уровне первым крупным достижением в карьере Кэмпбелла стала победа на этапе кубка мира в Мюнхене в 2006 году.
В 2008 году Алан выступил на летних Олимпийских играх в Пекине. В соревнованиях одиночек британский гребец уверенно пробился в финал, но занял там только 5-е место. Начиная с 2009 года Алан Кэмпбелл на каждом чемпионате мира попадал в тройку призёров. Алан стал вторым в 2009 году, а также завоевал бронзовую медаль на чемпионатах мира 2010 и 2011 годов.
В 2012 году Кэмпбелл вновь выступил на летних Олимпийских играх. В соревнованиях одиночек британский гребец сумел завоевать бронзовую медаль, опередив на финише шведа Ласси Каронена. Первое место занял новозеландский гребец Махе Драйсдейл, а вторым к финишу пришёл чех Ондржей Сынек, причём этот результат повторил итоговое распределение мест на чемпионате мира 2011 года.

## Личная жизнь
- Жена — Джульетта.